# GT 아카데미
GT 아카데미(GT Academy)는 그랜드 센트럴 엔터테인먼트에서 제작하고 닛산과 소니 인터랙티브 엔터테인먼트에서 2008년부터 2016년까지 자금을 지원한 TV 프로그램이다. GT 아카데미는 숙련된 그란 투리스모 플레이어에게 닛산과 함께 실제 프로 레이싱 경력을 쌓을 수 있는 기회를 제공했다.

## 졸업생
- 2016 인터내셔널 WINNER - 조니 구인디
- 2015 아시아 WINNER - 호세 게럴드 폴리카피오
- 2015 유럽 WINNER - 로망 사라장
- 2015 인터내셔널 WINNER - 매튜 사이먼스
- 2014 북미 WINNER - 니콜라스 하만
- 2014 인터내셔널 WINNER - 리카르도 산체스
- 2014 독일 WINNER - 마르크 가스너
- 2014 유럽 WINNER - 게이탕 팔레투
- 2013 북미 WINNER - 닉 맥밀렌
- 2013 러시아 WINNER - 스타니슬라프 악세노프
- 2013 유럽 WINNER - 미겔 파이스카
- 2013 독일 WINNER - 플로리안 슈트라우스
- 2012 러시아 WINNER - 마크 슐치츠키
- 2012 독일 WINNER - 피터 피제라
- 2012 북미 WINNER - 스티브 도허티
- 2012 유럽 WINNER - 볼프강 라이프
- 2011 북미 WINNER - 브라이언 하이코터
- 2011 유럽 WINNER - 얀 마든버러
- 2010 유럽 WINNER - 조던 트레송
- 2008 유럽 WINNER - 루카스 오도네즈

## 같이 보기
- 그란 투리스모 (영화)
- 그란 투리스모 (시리즈)